# Frank Novak

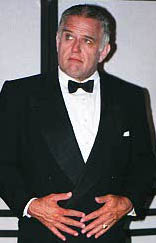
Frank Novak

Frank Novak (* 4. März 1945 in Chicago, Illinois) ist ein US-amerikanischer Schauspieler.

## Leben
Die Verfilmung von Stephen Kings Schlafwandler war eine der ersten Rollen in einem großen Film, denn vorher und danach spielte er hauptsächlich in B-Movies mit. Weitere bekannte Filme, in denen Novak mitspielte, sind Independence Day, Wo die Liebe hinfällt und Watchmen. Ansonsten hatte er auch kleinere Rollen in Fernsehserien wie zum Beispiel Monk, Seinfeld und CSI: Den Tätern auf der Spur. Neben der Schauspielertätigkeit trat er auch in Theaterstücken auf. In der Adaptation von Jon Mullich, Der Diener zweier Herren spielte Novak den Mob Boss Salvadore Lombardi, in Chicago.

## Filmografie (Auswahl)
- 1992: Schlafwandler (Sleepwalkers)
- 1996: Independence Day
- 1996: Babylon 5 (Fernsehserie, Episode The Fall of Night)
- 2000: What’s Cooking?
- 2001: Stealing Time
- 2003: Air Marshals – Horrorflug ins Ungewisse (Air Marshal)
- 2005: Wo die Liebe hinfällt … (Rumor Has It…)
- 2009: Watchmen – Die Wächter (Watchmen)
- 2010: Lie to Me (Fernsehserie, eine Folge)